# Parc national de l'Île-Bonaventure-et-du-Rocher-Percé
Situé face au village de Percé sur la pointe de la péninsule gaspésienne, le parc national de l'Île-Bonaventure-et-du-Rocher-Percé, - d'une superficie de 5,8 km² fait partie du réseau Parcs Québec géré par la Société des établissements de plein air du Québec (SÉPAQ).  
Il comprend, entre autres, le célèbre rocher Percé et l'île Bonaventure, qui héberge la plus importante colonie de fous de Bassan au monde. Ce parc national a également été désigné Refuge d'oiseaux migrateurs par le gouvernement fédéral.

## Géographie
Le parc possède une superficie de 5,8 km2. Il est entièrement situé dans la ville de Percé, qui est comprise dans la municipalité régionale de comté du Rocher-Percé. Le parc partage le même territoire que le refuge d'oiseaux migrateurs du même nom, qui avec une superficie de 12,95 km2 comprend les mêmes îles, mais possède un plus grand rayon de protection autour de celles-ci.
Le parc est accessible par bateau à partir de Percé.

### Géologie
Malgré sa petite taille, le parc possède un passé géologique particulièrement riche. Le rocher Percé est composé de calcaire fossilifère datant du  Devonien (il y a environ 400 millions d'années). L'île Bonaventure est quant à elle formée de conglomérat du Carbonifère (il y a environ 310 millions d'années).

## Milieu naturel

### Flore
On retrouve dans le parc 387 espèces de plantes différentes dont plusieurs types de mousse et de fleur.

### Faune
La petite taille du parc et son insularité ne permet la présence que de seulement 16 espèces de mammifères, dont sept terrestres. Il y a trois carnivores terrestres : le renard roux (Vulpes vulpes), l'hermine (Mustela erminea) et la belette à longue queue (Mustela frenata). Les petits mammifères sont la petite chauve-souris brune (Myotis lucifugus), le lièvre d'Amérique (Lepus americanus), le Campagnol à dos roux de Gapper (Clethrionomys gapperi) et la souris à pattes blanches (Peromyscus leucopus). Les eaux du parc sont aussi fréquentées par plusieurs espèces de mammifères marins, soit le phoque commun (Phoca vitulina), le phoque gris (Halichoerus grypus), le marsouin commun (Phocoena phocoena), le dauphin à flancs blancs (Lagenorhynchus acutus), le petit rorqual (Balaenoptera acutorostrata), le rorqual à bosse (Megaptera novaeangliae), le rorqual bleu (Balaenoptera musculus), le rorqual commun (Balaenoptera physalus) et la baleine franche (Eubalaena glacialis).
La faune aviaire du parc est particulièrement riche. Le parc est fréquenté par 224 espèces d'oiseaux, dont 60 y nichent. La population de ces derniers est estimée à 350 000 individus.

## Histoire
Au temps de la Nouvelle-France et jusqu’à la conquête, l'île Bonaventure fut fréquentée l’été par des pêcheurs en provenance d'Irlande, de France (Pays basque et Normandie) et de Bretagne. Puis, quelques compagnies anglo-normandes (la plus importante fut Le Boutillier Brothers) vinrent s’y installer de façon permanente afin de pêcher la morue. C'est de cette façon que l’île parvint peu à peu à se peupler, malgré la rigueur des saisons et l’isolement. Cette communauté y fut présente pendant presque 300 ans.
Au début du 20e siècle, on assiste à la fin des entreprises de pêche et au dépeuplement insulaire progressif. C'est à ce moment que le tourisme commence à se développer autour du rocher Percé et de l'île Bonaventure. Ce n’est qu’en 1971 que le gouvernement du Québec acquiert l'île et la transforme en réserve naturelle, et en 1974 qu’il fait de même avec le rocher Percé. Puis, en 1985, ces deux réserves naturelles deviendront un parc de conservation, le parc national de l'Île-Bonaventure-et-du-Rocher-Percé, ayant comme objectif d’assurer la conservation à long terme de la faune et de la flore, ainsi que les vestiges historiques et culturels de la vie insulaire passée qui s’y trouvent.

## Refuge d'oiseaux migrateurs
En 1919, le gouvernement fédéral désigna l'île et le rocher comme refuge d'oiseaux migrateurs dans le but de protéger les sites de nidification d'oiseaux marins, principalement pour le fou de Bassan. Le territoire du refuge, qui est de 12,99 km2, comprend à la fois le territoire du parc national et les eaux l'entourant, soit une superficie terrestre de 467 ha et une superficie marine de 832 ha.

## Galerie

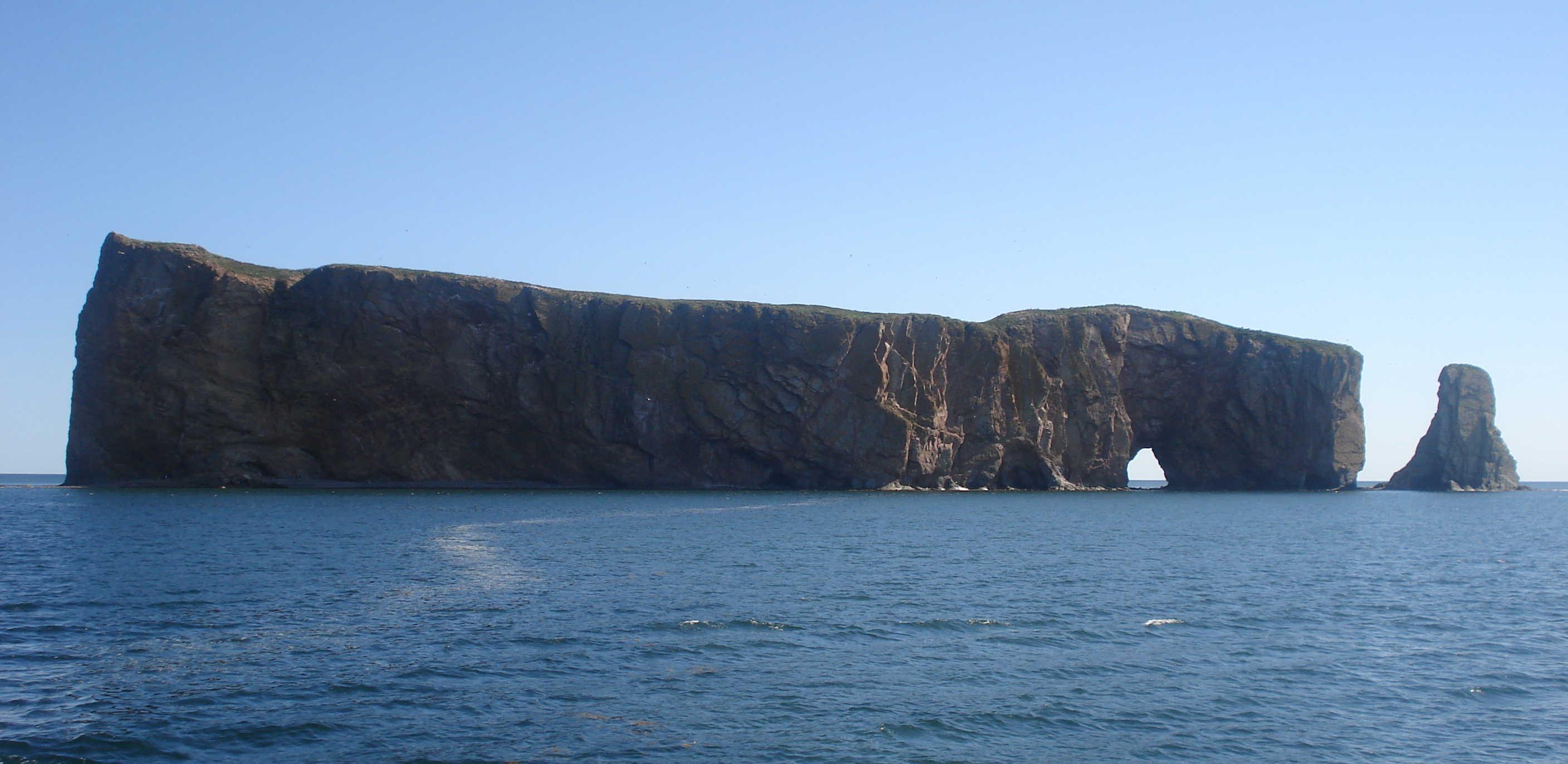
Le rocher Percé
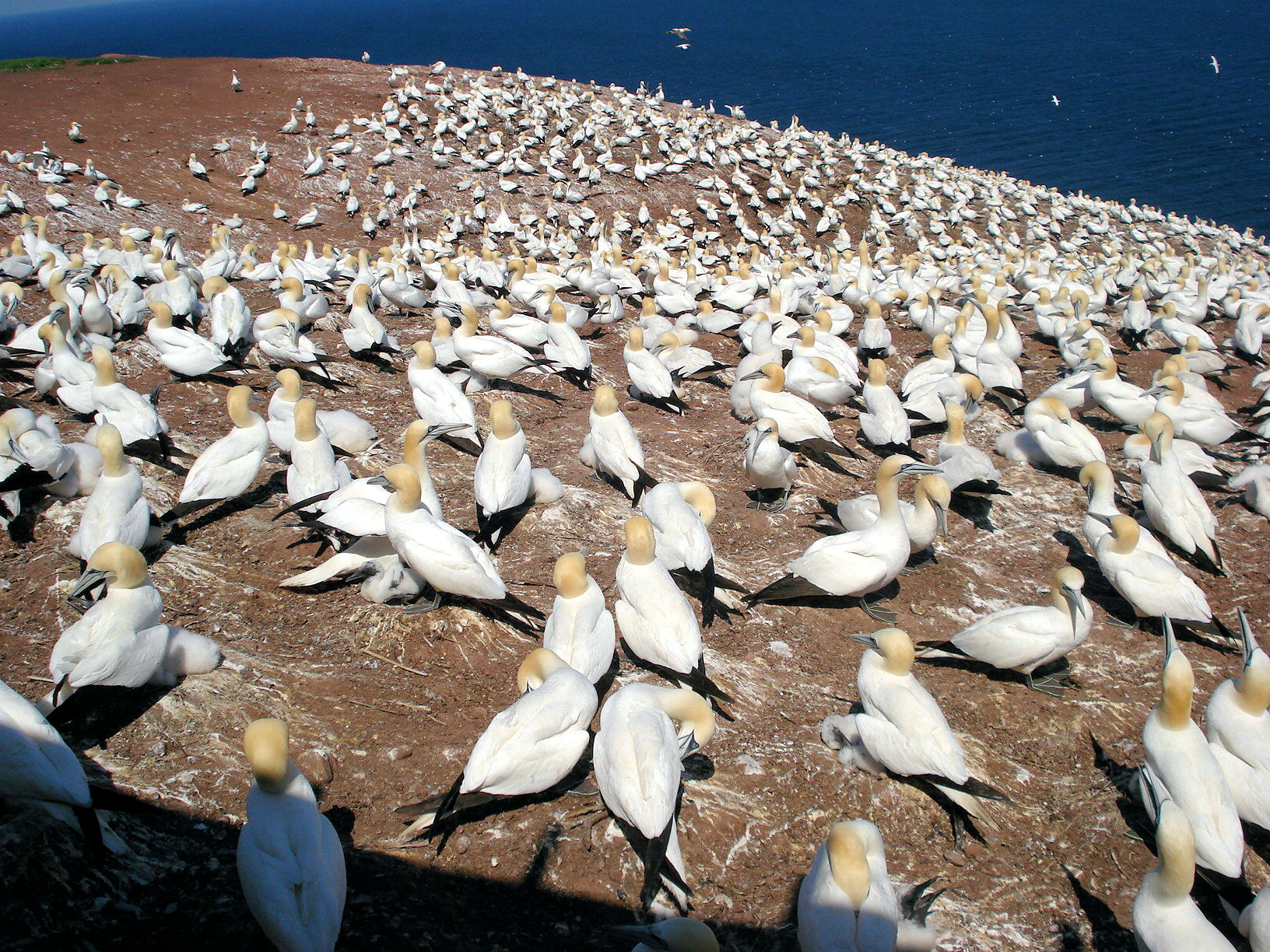
Colonie de fous de Bassan de l'île
Logo